# Simon Middelhoek
Simon Middelhoek (Rotterdam, 12 september 1931 - Rijswijk, 8 januari 2020 ) was een Nederlandse natuurkundige.
Prof. dr. dr. ir. Middelhoek studeerde technische natuurkunde aan de Technische Universiteit Delft en behaalde in 1956 zijn ingenieursdiploma; hij promoveerde cum laude in 1961 aan de Universiteit van Amsterdam bij G.W. Rathenau. Van 1956 tot 1969 werkte hij bij het IBM Research in Zürich. Van 1969 tot 1996 was hij hoogleraar elektronische instrumentatie aan de Technische Universiteit Delft. 
Middelhoek is koninklijk onderscheiden, lid van de Koninklijke Nederlandse Akademie van Wetenschappen, (KNAW), Fellow van de IEEE, en buitenlands lid van de (US) National Academy of Engineering. Hij ontving een eredoctoraat van de Technische Universiteit (ETH) Zürich.
Medio 2016 is Middelhoek geïnterviewd door prof. dr. Paddy French naar aanleiding van de aanstaande Eurosensors 2016 conferentie in Budapest .
Middelhoek's vader was een broer van de kunstschilder Martinus Leonardus Middelhoek.
- Bibsys: 90355853
- Gemeinsame Normdatei: 172258367
- International Standard Name Identifier: 0000 0000 4343 8919
- Library of Congress Control Number: no90005723
- Nationale Bibliotheek van Israël: 987007374151905171
- Nederlandse Thesaurus van Auteursnamen: 072665742
- Système universitaire de documentation: 135591082
- Virtual International Authority File: 31554330
- WorldCat: E39PBJfhbpKH49wX4v8JBgmWXd